# Michel Daignault
Michel Daignault (n. 25 iunie 1966, Montréal, provincia Québec, Canada) este un sportiv ce a reprezentat Canada, medaliat olimpic. A participat la 2 ediții ale Jocurilor Olimpice (1988, 1992) în care a câștigat o medalie de argint.